# Renhållningstaxa
Renhållningstaxa är sammanställningen över den kommunala renhållningsavgiftens olika prisklasser och deltjänster, som årligen fastställs av kommunfullmäktige och i avsaknad av strukturella kostnadsförskjutningar vanligen justeras upp med ett av SCB publicerat index, som beror på utvecklingen av kostnader som löner, drivmedel m.m.
Renhållningstaxan är ofta uppdelad i en grundavgift och en hämtningsavgift. Grundavgiften är oftast en enhetstaxa, som skall täcka informations- och administrationskostnader jämte kostnader för omhändertagande av särskilda avfallsslag, såsom grovavfall, farligt avfall, kylmöbler etc. Hämtningsavgiften skall täcka insamlings- och behandlingskostnader för residualavfallet, d.v.s. konventionellt hushållsavfall. 
Denna taxekomponent är mestadels differentierad, genom viktregistrering, hämtningsregistrering eller differentiering med hänsyn till kärlstorlek och/eller hämtningsintervall. Avgiftsuttaget bygger på självfinansieringsprincipen, vilket innebär att överensstämmelse mellan intäkter och kostnader skall eftersträvas.